# Don Symon
Don Symon   (Christchurch, 20 de maig de 1960) és un remer neozelandès, ja retirat, guanyador d'una medalla olímpica.
El 1984 va prendre part en els Jocs Olímpics d'Estiu de Los Angeles, on guanyà la medalla de bronze en la prova del quatre amb timoner del programa de rem. Formà equip amb Brett Hollister, Barrie Mabbott, Kevin Lawton i Ross Tong. El 1986 va prendre part en els Jocs de la Commonwealth d'Edimburg, on va guanyar una medalla de plata en el quatre sense timoner i una de bronze en el vuit amb timoner. El 1986 guanyà el campionat nacional del quatre sense timoner.